# Divizia 22 Infanterie (1916-1918)
Divizia 22 Infanterie a fost o mare unitate de nivel tactic care s-a constituit la 25 august/7 septembrie 1916, prin resubordonarea unor unități din organica Diviziei 5 Infanterie și Diviziei 6 Infanterie.:Anexa 10, p. 11
Divizia  a făcut parte din organica Armatei 2. La intrarea în război, Divizia 22 Infanterie a fost comandată de generalul de brigadă Nicolae Petala. Divizia a participat la acțiunile militare pe frontul românesc, în perioada 25 august/7 septembrie 1916 - 8/21 decembrie 1916. La 8/21 decembrie 1916, Divizia 22 Infanterie se desființează.

## Ordinea de bătaie la mobilizare
Divizia 22 Infanterie nu era prevăzută a se înființa în planul de mobilizare. După începerea războiului, Marele Cartier General a decis, la 25 august/7 septembrie 1916, constituirea sa prin resubordonarea unor unități aparținând Diviziilor 5 și 6 Infanterie, în subordinea Armatei 2, comandată de generalul de divizie Alexandru Averescu 
Ordinea de bătaie a diviziei era următoarea:

- Divizia 22 Infanterie

- Brigada 9 Infanterie

- Regimentul 7 Infanterie
- Regimentul 32 Infanterie

- Brigada 35 Infanterie

- Regimentul 50 Infanterie
- Regimentul 64 Infanterie

- Regimentul 11 Artilerie
- Divizionul II/Regimentul 3 Obuziere
- 2 baterii de 53 mm

Forța combativă a diviziei era de 12 batalioane de infanterie 6 baterii de artilerie cal. 75 mm, 3 baterii obuziere de 105 mm și 2 baterii de artilerie cal. 53 mm.:Anexa 10, p. 11

## Comandanți
Pe perioada desfășurării Primului Război Mondial, Divizia 22 Infanterie a avut următorii comandanți:
| Gradul             | Numele         | Perioada                          | Imagine |
| ------------------ | -------------- | --------------------------------- | ------- |
| General de brigadă | Nicolae Petala | 25 august 1916 - 30 august 1916   |         |
| General de brigadă | Aristide Razu  | 31 august 1916 - 8 decembrie 1916 |         |